# 麻沸散
麻沸散是中國古代发明用于外科手术的麻醉药，由华佗创制，是中國最早的麻醉剂。公元2世纪中国已使用麻沸散为患者全身麻痹做开腹手术。据《后汉书·华佗传》载：“若疾發结于内，针药所不能及者，乃令先以酒服麻沸散，既醉无所觉，因刳（剖开）破腹背，抽割积聚（肿块）。”
麻沸散处方現已失传。華岡青洲認為應由6味中藥组成，包括曼陀罗花1斤、生草乌、香白芷、当归、川芎各4钱、天南星1钱；另一说由羊踯躅3钱、茉莉花根1钱、当归1两、菖蒲3分组成。楊華亭《藥物圖考》一書，認為〈麻沸散〉的名稱中的麻，指的是大麻或大麻花。

## 延伸阅读
- 《后汉书·卷八十二·方技列传》
- 《三国志·魏书·方技传》